# Casa del Estado de Rhode Island
El Casa del Estado de Rhode Island (en inglés Rhode Island State House) es el capitolio del estado de Rhode Island, ubicado en el límite de las secciones Downtown y Smith Hill de Providence, la capital y ciudad más grande del estado. Es un edificio neoclásico que alberga la Asamblea General de Rhode Island y las oficinas del gobernador, vicegobernador, secretario de estado y tesorero general de Rhode Island. El edificio está inscrito en el Registro Nacional de Lugares Históricos.

## Historia
Esta es la séptima casa estatal de Rhode Island y la segunda en Providence después del Antiguo Capitolio. El estudio de arquitectura McKim, Mead & White lo diseñó, y se construyó entre 1895 y 1904. El edificio tuvo una renovación importante a finales de la década de 1990. Sirvió como exterior del Capitolio de los Estados Unidos en la película Amistad de 1997. También sirvió como Ayuntamiento de Capital City en Underdog .

## Descripción
La Casa del Estado de Rhode Island está construida con 9300 m³ de mármol blanco de Georgia, 15 millones de ladrillos y 1188 t de vigas de hierro para piso. La cúpula es la cuarta cúpula de mármol autoportante más grande del mundo, después de la Basílica de San Pedro, el Capitolio de Minesota y el Taj Mahal. En la parte superior de la cúpula hay una estatua de bronce cubierta de oro del Hombre Independiente, originalmente llamada "Esperanza". La estatua pesa más de 230 kg; tiene 3,4 m de altura y 85 m sobre el suelo. The Independent Man representa la libertad y la independencia y alude al espíritu independiente que llevó a Roger Williams a establecerse y establecer Providence Plantations y más tarde la Colonia de Rhode Island y las Plantaciones de Providence.
La cámara del Senado de Rhode Island está ubicada en el ala este del edificio y la cámara de la Cámara de Representantes de Rhode Island está ubicada en el ala oeste. Otras salas notables incluyen la rotonda (debajo de la cúpula), la Biblioteca Estatal (extremo norte) y la Sala de Estado (extremo sur). El State Room es un área de entrada para la oficina del gobernador y contiene un retrato a gran escala de George Washington por el nativo de Rhode Island, Gilbert Stuart. Esta sala también es donde el gobernador tiene conferencias de prensa y firma de proyectos de ley en la Cámara de Representantes. Fue uno de los primeros edificios públicos en utilizar electricidad. Está iluminado por 109 focos y dos reflectores en la noche.
En 2013, la administración del gobernador Lincoln Chafee comenzó a quitar el césped del lado este del césped de Statehouse para proporcionar estacionamiento adicional para los empleados. La medida fue rechazada por la Comisión del Centro Capital, la junta pública designada para supervisar los requisitos de zonificación dentro del distrito. Los partidarios del estacionamiento propuesto dicen que hay demanda por parte de los empleados y visitantes del edificio.
Los opositores señalan los requisitos de zonificación existentes que hacen que el lote de superficie sea ilegal, señalan el gasto de proporcionar estacionamiento y abogan por una mayor presencia para el transporte público, andar en bicicleta, caminar y compartir el automóvil. El estado gastó 3,1 millones de dólares en un terreno contiguo en Francis Street junto a la I-95 para estacionamiento, que proporciona 100 lugares de estacionamiento a alrededor de 30 000 dólares por espacio.

## Galería

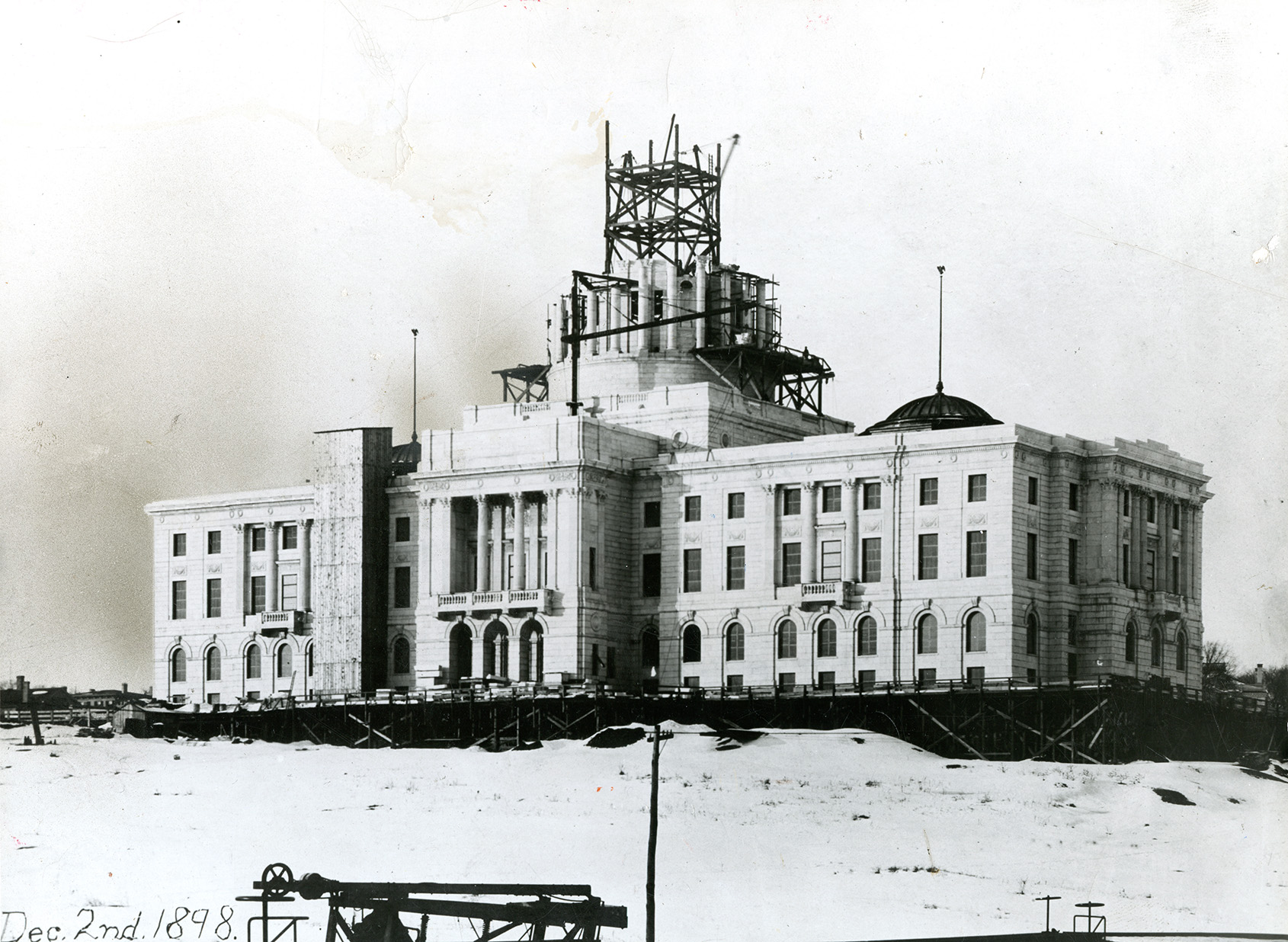
La construcción en 1898
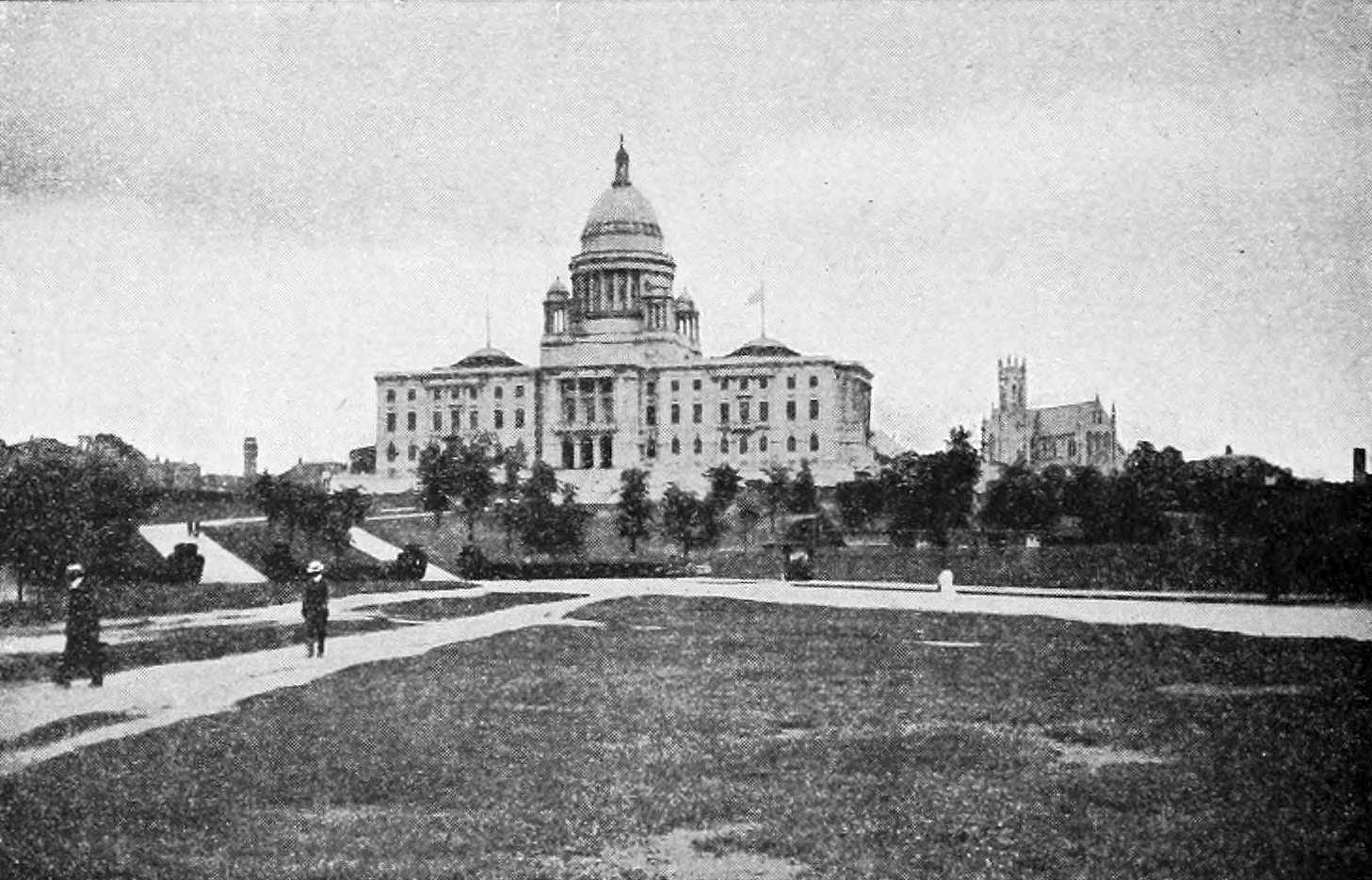
Aspecto del Capitolio en 1917
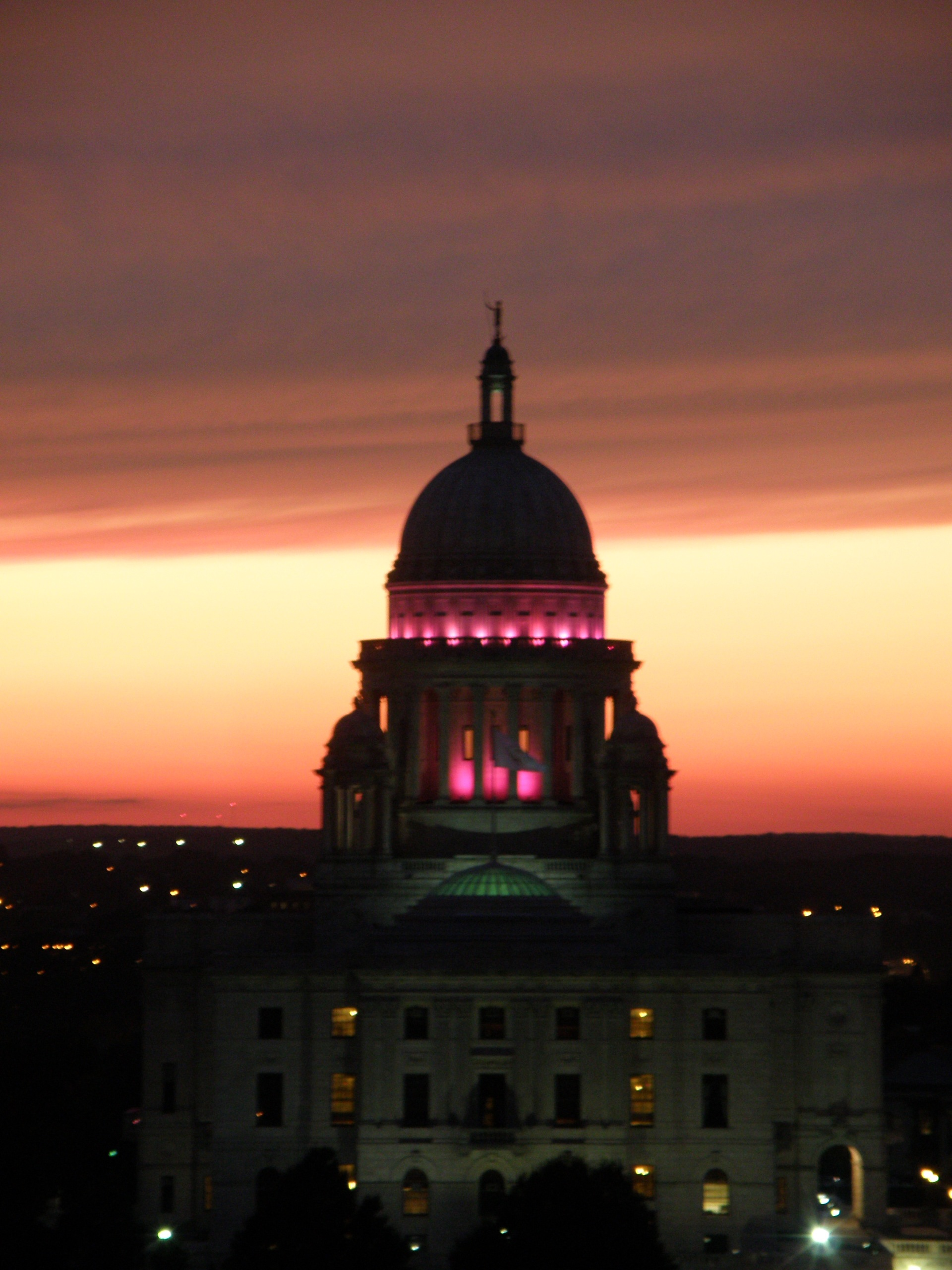
El domo a contraluz
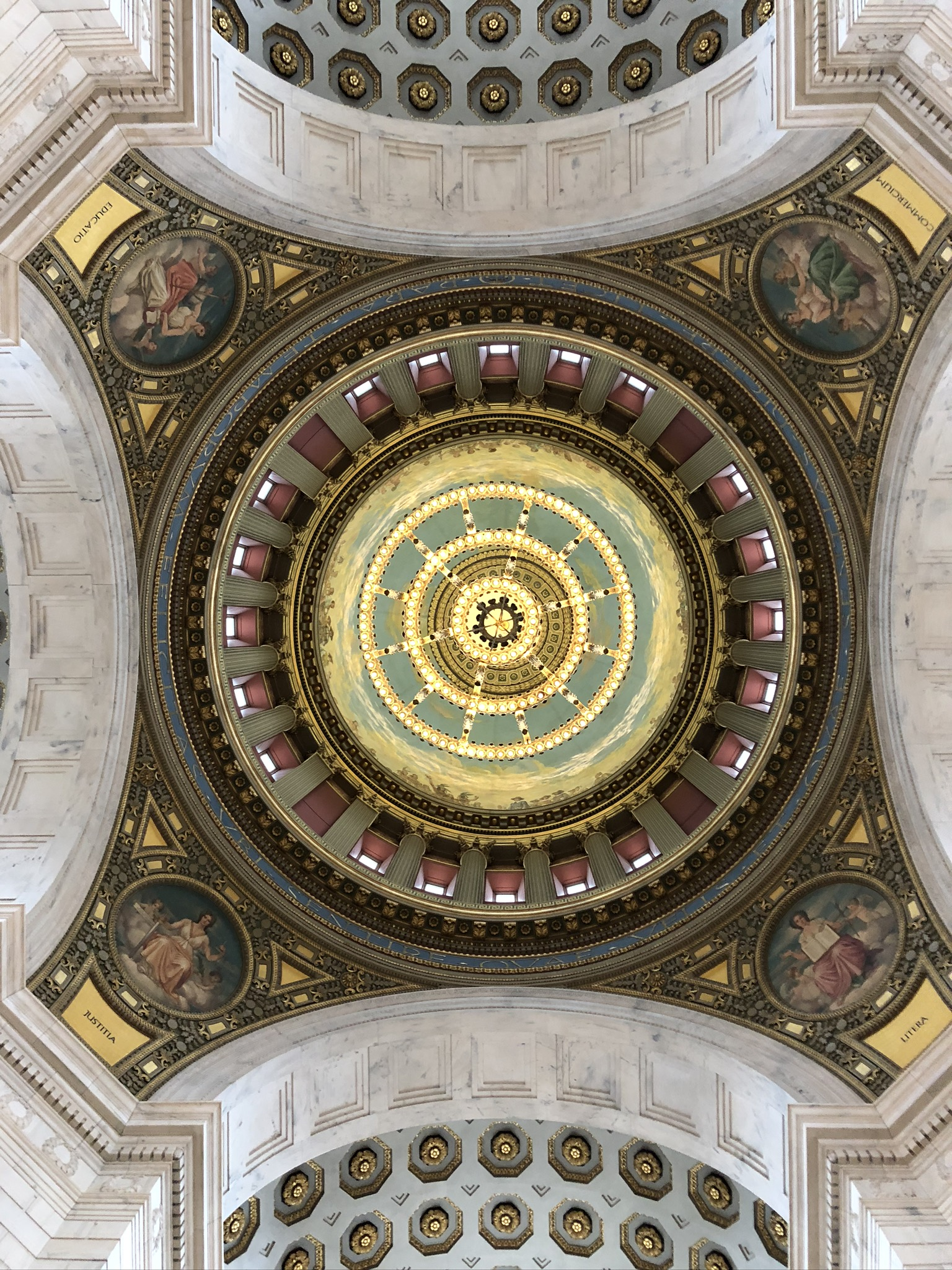
Interior del domo
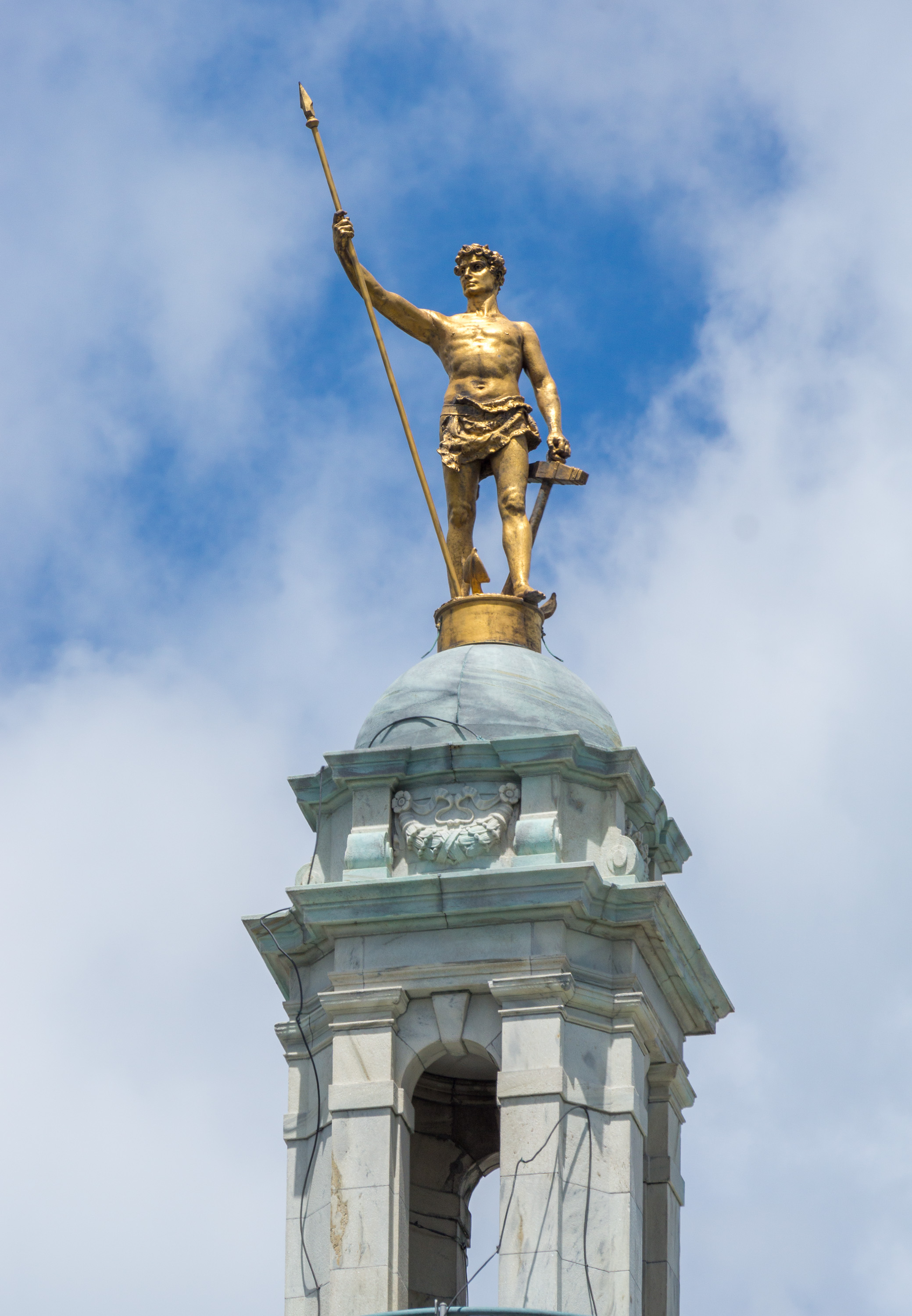
Independent Man
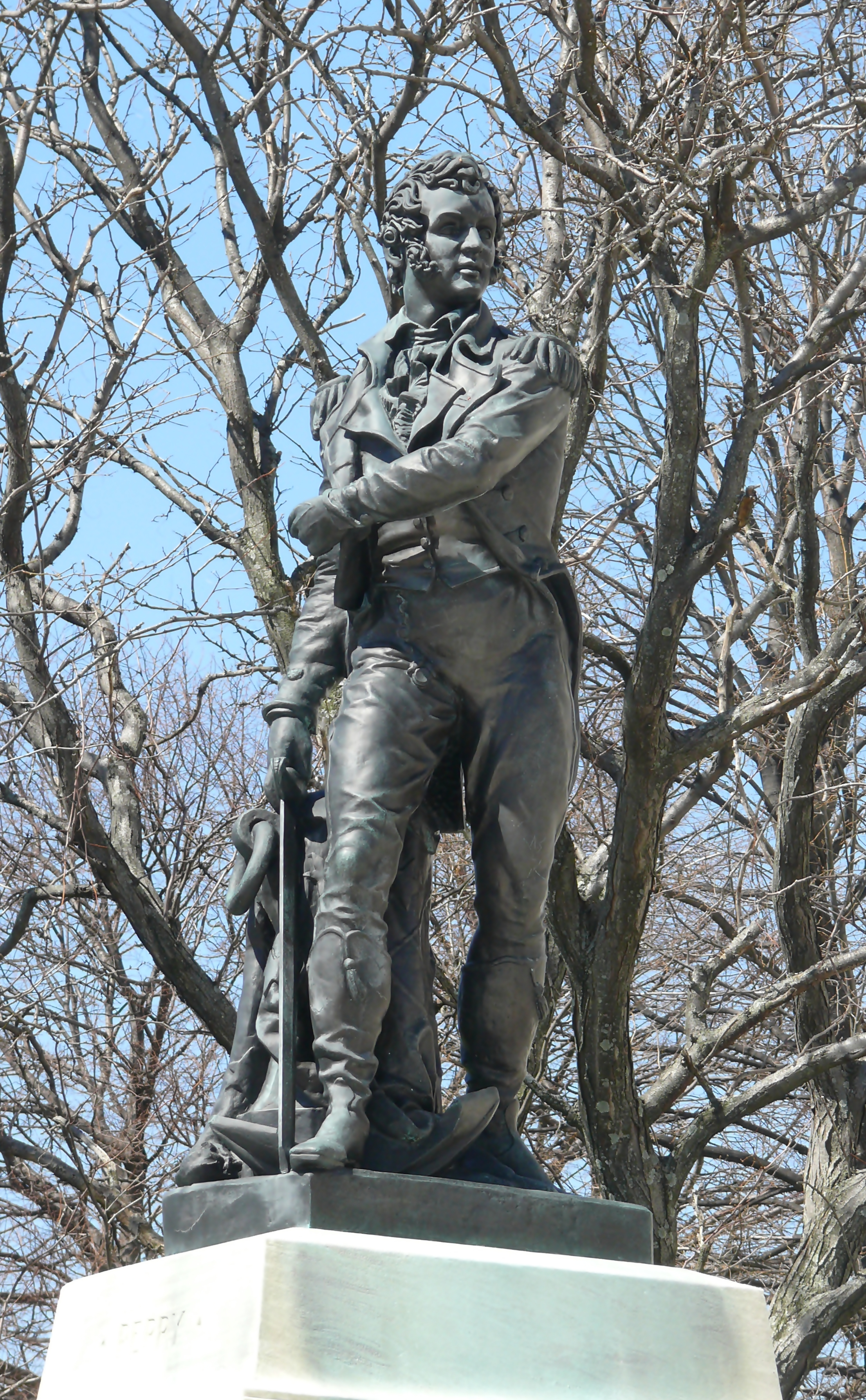
Estatua de Oliver Perry
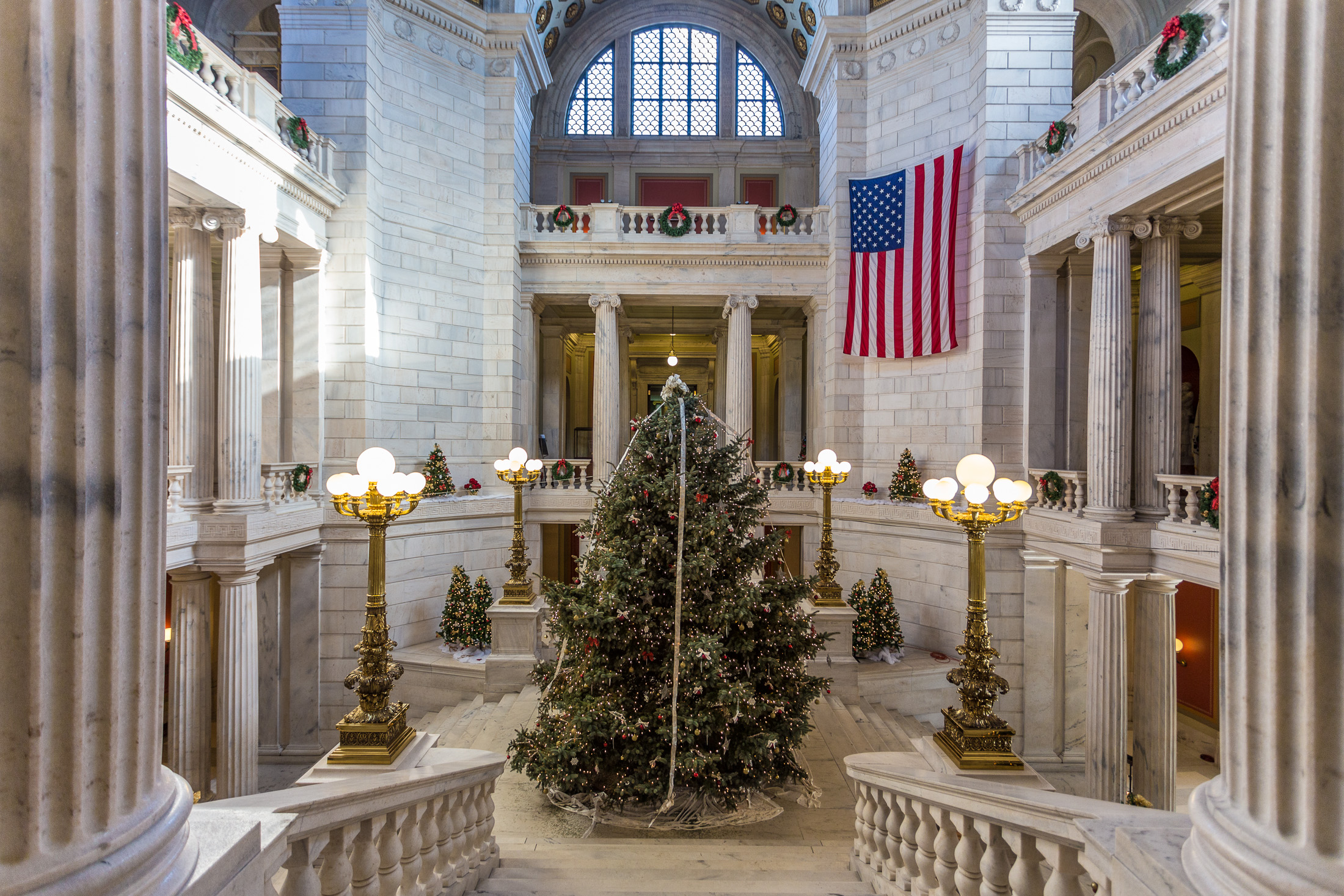
Árbol de Navidad de 2013
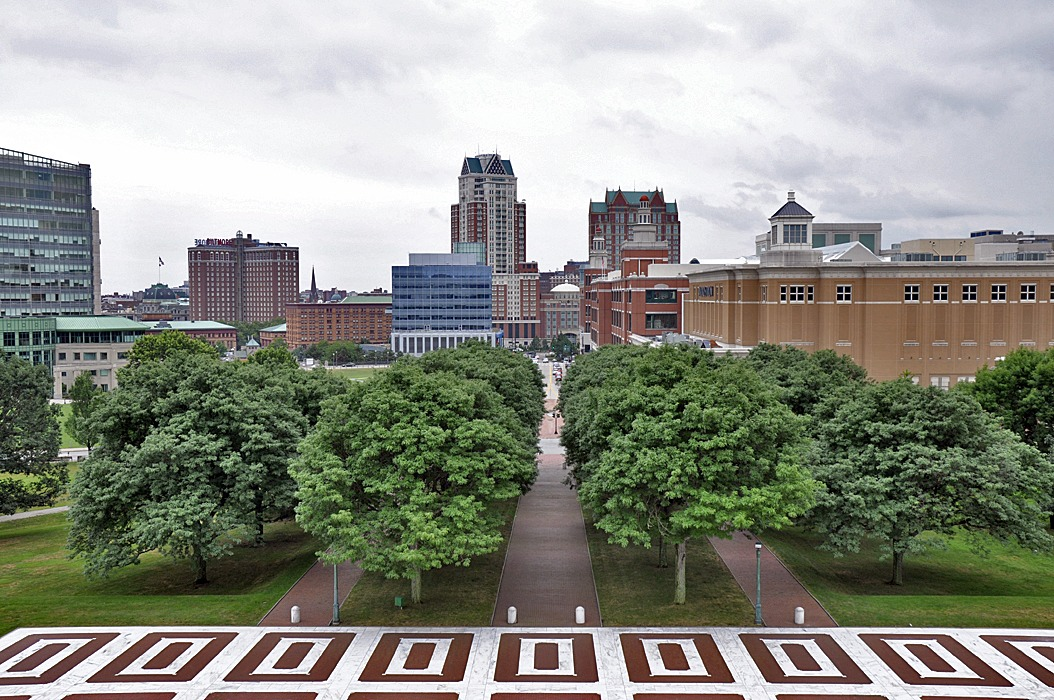
La calle Francis desde el atrio del Capitolio